# Ernst Jung-Preis für Medizin
De Ernst Jung-Preis für Medizin is een prijs die sinds 1976 jaarlijks wordt uitgereikt door de Jung-Stiftung für Wissenschaft und Forschung. Deze stichting werd in 1967 opgericht door de Hamburgse handelaar Ernst Jung (18 mei 1896 - 8 januari 1976), die zijn opgebouwd kapitaal wilde aanwenden voor humanitaire doeleinden.
De stichting beloont onderzoekers die wetenschappelijk onderzoek combineren met therapeutische efficiëntie en erin geslaagd zijn baanbrekend onderzoek om te zetten in levensreddende praktische toepassingen. Na de recentste aanpassing bedraagt het geldbedrag dat aan de laureaat wordt toegekend 300.000 euro.
Sinds 1990 kent de stichting ook de Ernst Jung-Medaille für Medizin in Gold toe. Deze bekroning van een voltooide wetenschappelijke carrière kent geen vast prijzenbedrag voor de winnaar, maar is wel verbonden aan een studiebeurs van 30.000 euro. Deze mag de medaillewinnaar toekennen aan een jonge wetenschapper naar keuze.
Naar aanleiding van het dertigjarig bestaan van de prijs en de dertigste verjaardag van het overlijden van de stichter wordt sinds 2006 de Ernst Jung-Karriere-Förder-Preis für medizinische Forschung studiebeurs ter waarde van 180.000 euro toegekend aan een onderzoeker die na minstens twee jaar onderzoek in het buitenland terug naar een Duits onderzoekscentrum of ziekenhuis terugkeert om daar met de beurs onderzoek en klinische arbeid te combineren.

## Laureaten Ernst Jung-Preis für Medizin
- 1976: Donald Henderson en Lorenz Zimmerman
- 1977: Georg Springer en John B. West
- 1979: Karl Lennert en Anthony Pearse
- 1980: Eberhard Dodt, Alan Parks en Bruno Speck
- 1981: David E. Kuhl
- 1982: Hartmut Wekerle en Rolf M. Zinkernagel
- 1983: Hans-Jürgen Bretschneider en Richard Lower
- 1984: George Gee Jackson, Werner Franke en Klaus Weber
- 1985: Hendrik Coenraad Hemker, Rudolf Pichlmayr en Peter K. Vogt
- 1986: Albrecht Fleckenstein
- 1987: Peter Richardson en Karl Julius Ullrich
- 1988: Helmut Sies en Charles Weissmann
- 1989: Thomas Budinger en Johannes Joseph van Rood
- 1990: Gerhard Giebisch en Wilhelm Stoffel
- 1991: David Ho en Klaus Starke
- 1992: Roy Yorke Calne en Martin E. Schwab
- 1993: Charles A. Dinarello en Robert Machemer
- 1994: Terence Jones en Wolf Singer
- 1995: Anthony Fauci en Samuel Wells
- 1996: Harald zur Hausen en Eberhard Nieschlag
- 1997: Francis Chisari, Hans Hengartner en Judah Folkman
- 1998: Alain Fischer
- 1999: Adriano Aguzzi en Hans Kretzschmar
- 2000: Martin J. Lohse en Peter H. Krammer
- 2001: Christine Petit en Thomas Jentsch
- 2002: Michael Frotscher en Christian Haass
- 2003: Ari Helenius en Reinhard Lührmann
- 2004: Stuart Lipton en Tobias Bonhoeffer
- 2005: Ernst Hafen en Franz-Ulrich Hartl
- 2006: Reinhard Jahn en Markus Neurath
- 2007: Andreas Zeiher, Stefanie Dimmeler en Josef Penninger
- 2008: Thomas Benzing, Gerd Walz en Thomas Tuschl
- 2009: Jens Brüning en Patrick Cramer
- 2010: Peter Carmeliet en Stephen Young
- 2011: Christian Büchel en Hans Clevers
- 2012: Elisa Izaurralde en Peter Walter
- 2013: Angelika Amon en Ivan Đikić
- 2014: Thomas Boehm
- 2015: Emmanuelle Charpentier
- 2016: Hans-Georg Rammensee
- 2017: Nenad Ban en Tobias Moser
- 2018: Ruth Ley en Marco Prinz
- 2019: Gary R. Lewin en Brenda A. Schulman
- 2021: Christian Hertweck en Matthias H. Tschöp
- 2022: Ingrid Fleming en Ralf Bartenschlager
- 2023: Özlem Türeci

## Laureaten Ernst Jung-Medaille für Medizin in Gold
- 1990: Beatrice Mintz
- 1991: Heinrich Schipperges
- 1992: Hans Erhard Bock
- 1993: Robert Daroff
- 1994: Hanns Hippius
- 1995: Friedrich Stelzner
- 1996: Karl-Hermann Meyer zum Büschenfelde
- 1997: Rudolf Haas en Walter Siegenthaler
- 1998: Wolfgang Gerok
- 1999: Hans Wilhelm Schreiber
- 2000: Gert Riethmüller
- 2001: Gustav Born
- 2002: Harald Reuter
- 2003: Volker ter Meulen
- 2004: Werner Creutzfeldt
- 2005: Christian Herfarth
- 2006: Dietrich Niethammer
- 2007: Hans Thoenen
- 2008: Hans-Dieter Klenk
- 2009: Volker Diehl
- 2010: Klaus Rajewsky
- 2011: Michel Lazdunski
- 2012: Peter Herrlich
- 2013: Salvador Moncada
- 2014: Charles Weissmann
- 2015: Walter Neupert
- 2016: Peter Libby
- 2017: Pascale Cossart
- 2018: Wolfgang Baumeister
- 2019: Pietro de Camilli
- 2021: Antonio Lanzavecchia
- 2022: Alain Fischer
- 2023: Stefan Rose-John
- 2024: Rudolf Zechner[4]